# Дем'янковецька сільська рада
Дем'янкове́цька сільська́ ра́да — адміністративно-територіальна одиниця та орган місцевого самоврядування в Дунаєвецькому районі Хмельницької області. Адміністративний центр — село Дем'янківці.

## Загальні відомості
Дем'янковецька сільська рада утворена в 1992 році.
- Територія ради: 10,859 км²
- Населення ради: 521 особа (станом на 2001 рік)

## Населені пункти
Сільській раді підпорядковані населені пункти:
- с. Дем'янківці

## Склад ради
Рада складається з 12 депутатів та голови.
- Голова ради: Кісілюк Ніла Михайлівна
- Секретар ради: Міхаськов Ігор Володимирович

### Керівний склад попередніх скликань
| Прізвище, ім'я, по батькові  | Основні відомості                                                               | Дата обрання | Дата звільнення |
| ---------------------------- | ------------------------------------------------------------------------------- | ------------ | --------------- |
| Кісілюк Анатолій Михайлович  | Сільський голова, 1951 року народження, безпартійний                            | 26.03.2006   | 09.03.2010      |
| Гринчевський Олег Леонідович | Сільський голова, 1969 року народження, освіта вища, член Партії регіонів       | 31.10.2010   | 29.10.2013      |
| Кісілюк Ніла Михайлівна      | Сільський голова, 1969 року народження, освіта середня спеціальна, безпартійний | 25.05.2014   |                 |

Примітка: таблиця складена за даними сайту Верховної Ради України

### Депутати
За результатами місцевих виборів 2010 року депутатами ради стали:

#### За суб'єктами висування
| Суб'єкт висування                      | Кількість обраних депутатів | %    |
| -------------------------------------- | --------------------------- | ---- |
| Самовисування                          | 8                           | 66,7 |
| Комуністична партія України            | 2                           | 16,7 |
| Партія «Народна влада»                 | 1                           | 8,3  |
| Партія Християнсько-Демократичний Союз | 1                           | 8,3  |

#### За округами
| № округу                               | Прізвище, ім'я, по батькові         | Дата визнання обраним | Освіта  | Партійна приналежність                      | Відомості про обраного депутата                     |
| -------------------------------------- | ----------------------------------- | --------------------- | ------- | ------------------------------------------- | --------------------------------------------------- |
| Комуністична партія України            |                                     |                       |         |                                             |                                                     |
| 7                                      | Кісілюк Вацлав Михайлович           | 05.11.2010            | середня | позапартійний                               | пенсіонер                                           |
| 8                                      | Надопта Ванда Михайлівна            | 05.11.2010            | середня | позапартійна                                | пенсіонер                                           |
| Партія «Народна влада»                 |                                     |                       |         |                                             |                                                     |
| 1                                      | Галиняк Сергій Анатолійович         | 05.11.2010            | середня | член Партії «Народна влада»                 | тимчасово не працює                                 |
| Партія Християнсько-Демократичний Союз |                                     |                       |         |                                             |                                                     |
| 2                                      | Міхаськов Ігор Володимирович        | 05.11.2010            | вища    | член Партії Християнсько-Демократичний Союз | тимчасово не працює                                 |
| Самовисування                          |                                     |                       |         |                                             |                                                     |
| 3                                      | Боднарєв Володимир Григорович       | 05.11.2010            | середня | позапартійний                               | приватний підприємець                               |
| 4                                      | Васільєва Галина Володимирівна      | 05.11.2010            | вища    | позапартійна                                | Дем'янковецька сільська рада, головний бухгалтер    |
| 5                                      | Стецюк Тетяна Михайлівна            | 23.05.2011            | середня | позапартійна                                | тимчасово не працює                                 |
| 6                                      | Лабусь Віктор Йосипович             | 05.11.2010            | вища    | член Партії регіонів                        | Дунаєвецька філія по газопостачанню, майстер        |
| 9                                      | Гренчевський Анатолій Станіславович | 05.11.2010            | вища    | позапартійний                               | КП «Тепломережа», інженер з охорони праці           |
| 10                                     | Гринчевська Ванда Іванівна          | 05.11.2010            | вища    | позапартійна                                | пенсіонер                                           |
| 11                                     | Токарчук Лариса Іванівна            | 05.11.2010            | вища    | позапартійна                                | дитячий садок «Росинка» с. Дем'янківці, завідувачка |
| 12                                     | Ахмедова Ніна Іванівна              | 05.11.2010            | середня | позапартійна                                | пенсіонер                                           |